# Eugène-Alexandre-Nicolas Deforest de Quartdeville
Eugène-Alexandre-Nicolas Deforest de Quardeville (également orthographié de Forest de Quartdeville)  né le 22 juin 1762 à Douai et décédé le 16 août 1839 à Paris, est un magistrat et homme politique français.

## Biographie
Eugène-Alexandre-Nicolas Deforest de Quartdeville nait à Douai, paroisse Saint-Jacques le 22 juin 1762, baptisé le 23. Il est le fils de Messire Jean-Baptiste-François-Nicolas Deforest, chevalier, seigneur de Quartdeville, conseiller du roi en sa Cour, président à mortier au Parlement de Flandres, et de Dame Marie-Anne-Françoise Ingiliard,.
Avocat général au Parlement de Douai sous l'Ancien Régime, chevalier, il est opposé à la Révolution française. 
Sous la Révolution, Eugène-Alexandre-Nicolas et son épouse sont arrêtés à Douai, enfermés à Compiègne, et mis en liberté le 20 thermidor an II (7 août 1794) après la chute de Robespierre.
Sous la Restauration, il est nommé premier président de la cour d'appel de Douai. Maire de Douai, il est député du Collège de département du Nord de 1815 à 1820, siégeant dans la majorité soutenant le régime. Rallié à la monarchie de Juillet, il est nommé pair de France le 3 octobre 1837.
Il meurt le 16 août 1839 à Paris et est inhumé au cimetière du Père-Lachaise (25e division le 19 août).

## Mariage et descendance
Eugène-Alexandre-Nicolas Deforest de Quartdeville épouse à Lille le 14 mai 1788 Josèphe-Louise-Fortunée Bidé de la Grandville (1763-1801). Fille de Julien-Louis-François Bidé, écuyer, seigneur de La Grandville, de Rogy, comte de Lauwe, inscrit au rôle des nobles de la province de Flandre, bourgeois de Lille, créé marquis, conseiller secrétaire du roi en sa chancellerie près le conseil supérieur à Douai, et de Marie-Thérèse-Joseph Ingiliard, dame de la Mairie (la mère d'Eugène-Alexandre et la mère de son épouse sont cousines), elle est ondoyée le 30 août 1763, baptisée à Lille le 3 septembre 1763 et meurt le 16 mai 1801. Le couple a quatre filles dont : 
- Marie-Françoise-Eugénie de Forest de Quartdeville, devient le 16 juin 1813 la femme d'Henri-Joseph Imbert de la Phalecque (seigneurie sur Lompret), né le 2 mars 1776, fils de Christophe-Antoine-Robert, chevalier, seigneur de la Phalecque, Séneschal, Planty, chevalier d'honneur au bureau des finances de la généralité de Lille, capitaine du corps royal d'artillerie, et de Marie-Thérèse-Natalie de Maulde de la Tourelle, dont descendance[7].

## Distinctions
- Commandeur de la Légion d'honneur par décret du 23 janvier 1836[8].

## Pour approfondir